# Helen Dodson Prince
Helen Dodson Prince (31 de diciembre de 1905 - 4 de febrero de 2002) fue una astrónoma pionera en trabajos sobre fulguraciones solares en la Universidad de Míchigan.

## Vida y educación tempranas
Helen Prince (de apellido familiar Dodson) nació en Baltimore, Estados Unidos de Norteamérica, el 31 de diciembre de 1905, hija de Helen Walter y de Henry Clay Dodson. Al ser experta tanto en física como en matemáticas, recibió una beca completa para estudiar matemáticas en el Goucher College, donde recibió un título de graduación en 1927. Durante sus estudios universitarios, la profesora Florence P. Lewis la introdujo al estudio de la astronomía. Prince continuó sus estudios de posgrado en la Universidad de Míchigan, donde recibió su maestría en 1932 y su doctorado en 1934, ambos en astronomía. La tesis doctoral de Prince se tituló "Un estudio del espectro de psi1 Orionis".

## Carrera y logros
Ejerció como profesora asistente de astronomía en el Wellesley College entre 1933 y 1945. Pasó los veranos de 1934 y 1935 en el Observatorio Maria Mitchell, donde continuó estudiando la espectroscopia de 25 Orionis. Sus hallazgos serían publicados más adelante en the Astrophysical Journal. Durante los veranos de 1938 y 1939, se centró en el estudio de la actividad solar mientras permaneció en el Observatorio de París. Entre 1943 y 1945 trabajó en el Laboratorio de Radiación del Instituto de Tecnología de Massachusetts, donde realizó importantes contribuciones al estudio del radar. Después de la Segunda Guerra Mundial regresó al Goucher College, donde fue profesora de astronomía de 1945 a 1950. Comenzó su trabajo de investigación en el Observatorio McMath-Hulbert en 1947 y finalmente abandonó el MIT para convertirse en directora asociada y profesora de astronomía en Michigan.
Obtuvo la beca Dean Van Meter de Goucher en 1932 y recibió el Premio Annie Jump Cannon en astronomía en 1954. En 1974 recibió el Premio a los logros distinguidos de la Facultad de la Universidad de Míchigan. Durante su carrera publicó más de 130 artículos en revistas científicas, principalmente sobre las fulguraciones solares.

## Galardones
- Dean Van Meter Fellowship, Goucher College (1932)[6]

- Premio Annie Jump Cannon en Astronomía (1955)[7]

- Premio al logro distinguido por la Facultad de la Universidad de Míchigan (1974)[6]